# 2002년 롯데 자이언츠 시즌
2002년 롯데 자이언츠 시즌은 롯데 자이언츠가 KBO 리그에 참가한 21번째 시즌이다. 지난 시즌 감독대행을 맡았던 우용득 감독이 정식으로 부임한 첫 시즌이었다. 그러나 호세 김민재가 떠난 공백을 극복하지 못하여 성적 부진을 면치 못해  6월에 해임되었고, 김용희가 감독대행을 맡다가 백인천 감독이 남은 시즌을 치렀다. 팀은 2년 연속 최하위(8위)에 머물렀다. 특히 이 해 롯데 자이언츠는 승률 0.265에 그치며 7위 한화 이글스와 무려 26경기 차이가 났으며, 역대 최저 승률 3위를 기록했다.
한편, 전년도 주형광의 일본행을 대비하여 영입될 뻔 했지만 주형광의 일본행이 좌절되어 불발된 바 있었던 좌완 외국인 투수 매기를 영입했는데 롯데 재적 당시 4승을 기록했으나 시즌 도중  SK 이적 뒤 위력이 갈수록 떨어져 6승 9패(롯데 4승 5패 SK 2승 4패)에 그쳐 이 해를 끝으로 한국을 떠났고 그 이후 롯데의 외국인 좌완투수는 한동안 명맥이 끊기기도 했으며 SK의 외국인 좌완투수 징크스는 2013년 영입한 세든이 풀었다(이 해 14선발승으로 배영수와 선발승 공동 1위).
아울러,  매기를 2002년 시즌 도중 SK로 트레이드시킨 뒤  같은 해 말  198CM의 장신 외국인 좌완투수 앨런 뉴먼을 영입할 예정이었으나 이런저런 사정 때문에 불발되기도 했다.

## 타이틀
- 대륙간컵 은메달: 박현승
- 올스타전 감투상: 손민한
- 올스타전 추천선수: 손민한
- 컴투스프로야구2022 타이틀홀더 라인업: 손민한 (구원투수)
- 병살 유도: 손민한 (24)
- 선발 GSC: 손민한 (8월 28일 SK전, 91)

### 퓨처스리그
- 3루타: 박준서 (5)

## 선수단
- 선발투수: 손민한, 매기, 염종석, 김영수, 박지철, 문동환
- 구원투수: 김장현, 노승욱, 강민영, 고효준, 이명호, 변인재, 이대일, 정원욱, 이정훈, 주형광, 가득염, 김사율, 김제빈, 임경완
- 마무리투수: 김풍철, 이명우, 강상수, 이정민, 임봉춘, 신원주
- 포수: 최기문, 허일상, 최준석, 박경진
- 1루수: 이대호, 이동욱, 박종윤
- 2루수: 박정태, 박준서, 신명철
- 유격수: 조성환, 김태균, 박기혁
- 3루수: 박현승, 김정현
- 좌익수: 조경환
- 중견수: 에레라, 이우민, 김주찬
- 우익수: 김대익, 권오현, 엄정대, 김인철, 박상민, 이계성, 베로아, 임재철, 해처
- 지명타자: 김응국, 허문회, 문규현, 윤재국

## 여담
- 이 시즌에 롯데 자이언츠는 97패를 기록하여 KBO 리그 사상 단일 시즌 최다패 기록을 세웠다.
- 해처는 이 시즌 WAR -0.73을 기록한 뒤 KBO 리그를 떠나 KBO 리그 외국인 타자 중 2000년대 통산 최저 기록을 세웠다.
- 김영수는 규정 이닝을 채우지 못했음에도 18패를 당해 KBO 리그 역대 단일 시즌 규정 이닝 미충족 투수 최다패 기록을 세웠다.